# Verordening ter voorkoming en bestrijding van seksueel misbruik van kinderen

De Verordening ter voorkoming en bestrijding van seksueel misbruik van kinderen (officieel “VERORDENING VAN HET EUROPEES PARLEMENT EN DE RAAD tot vaststelling van regels ter voorkoming en bestrijding van seksueel misbruik van kinderen”, Engels Child Sexual Abuse Regulation of CSAR) is een voorgenomen Europese verordening die op 11 mei 2022 is voorgesteld door Europees commissaris voor Binnenlandse Zaken Ylva Johansson. Het verklaarde doel van de wetgeving is om seksueel misbruik van kinderen online te voorkomen door de invoering van een aantal maatregelen, waaronder de oprichting van een regelgevend kader dat de detectie en rapportage van materiaal over seksueel misbruik van kinderen (CSAM) door digitale platforms tot een wettelijke verplichting binnen de Europese Unie zou maken.

## Achtergrond
De ePrivacy-richtlijn is een Europese richtlijn met betrekking tot digitale privacy. In 2021 nam de EU een tijdelijke uitzondering op de richtlijn aan - door critici “Chat Control 1.0” genoemd - waardoor e-mail- en communicatieproviders berichten konden doorzoeken op de aanwezigheid van seksueel misbruik van kinderen (CSAM). Het was niet verplicht en had geen invloed op de end-to-end-encryptie van berichten. Het doel van de voorgestelde Verordening (CSAR) - door critici “Chat Control 2.0” genoemd - is echter om serviceproviders te verplichten berichten te scannen op seksueel misbruik van kinderen (CSAM), en de end-to-end encryptie te omzeilen. 

## Voor- en tegenstanders
Voorstanders van de verordening zijn een aantal actiegroepen inzake kindermisbruik, activisten en leden van het Europees Parlement, afdelingen binnen de Europese Commissie en het Europees Parlement zelf. Tegenstanders zijn onder andere maatschappelijke organisaties en activisten voor privacyrechten.